# Grégoire Girard
Pour les articles homonymes, voir Grégoire Girard (arpenteur) et Girard.
Grégoire Girard, de son nom complet Jean-Baptiste-Melchior-Gaspard-Balthasar Girard né le 17 décembre 1765 à Fribourg, mort le 6 mars 1850  dans cette même ville et appelé Père Girard, est un cordelier (franciscain) et pédagogue suisse.

## Biographie
Né dans le quartier du Bourg de Fribourg le 17 décembre 1765, Jean-Baptiste-Melchior-Gaspard-Balthasar Girard – son nom de baptême – est le fils d’une famille bourgeoise de la ville. Son père est marchand drapier.
Après avoir suivi les études secondaires au collège Saint-Michel de Fribourg, il s'engage dans l'Ordre des frères mineurs sous le nom de Grégoire et entre au couvent de Lucerne comme novice en 1782. Après des études de philosophie dans les collèges de son ordre à Offenbourg et Uerberlingen (1783-1784), il intègre le couvent de Wurtzbourg où il étudie la théologie et le droit canon (1784-1788). Il est alors marqué par l’œuvre réformatrice conduite par le prince-évêque Franz Ludwig von Erthal.
Revenu à Fribourg, il enseigne la philosophie à ses plus jeunes confrères et lit avec attention la philosophie de Kant, à laquelle il adhère partiellement. Sous la République helvétique (1798-1803), il rédige un volumineux plan d'éducation qu'il lui permit de se faire avantageusement connaître des milieux pédagogiques de Suisse, en particulier du ministre des arts et des sciences Philipp Albert Stapfer et de l'écrivain zurichois Johann Heinrich Pestalozzi.
En septembre 1804, la ville de Fribourg décide de confier la direction de ses écoles françaises des garçons au couvent des cordeliers. Le Père Girard déploie durant près de deux décennies une intense activité pédagogique autour de cette école. Depuis 1816, il devient l'un des principaux promoteurs en Suisse de l'« école mutuelle » qui connaît un grand succès en Europe depuis sa diffusion depuis la Société pour l'instruction élémentaire de Paris. Dans des classes dites « cours gradués », il s'efforce de respecter le rythme de chacun ; le monitorat par petits groupes d'élèves est systématique : ces groupes sont pris en charge par des élèves plus avancés en grammaire et en mathématiques. Le Père Girard obtient en 1816 de la ville de Fribourg des crédits pour la construction d'une école spécialement conçue à cette fin. Il y faut de très grandes salles de classe permettant de réunir près de 300 élèves, tous disposant d'une place assise ainsi que d'une tablette. La méthode de Girard exerce une grande influence en Suisse, où se créent de nombreuses écoles, et même jusqu'en Italie du nord, par l'intermédiaire du pédagogue Giuseppe Bagutti.
Il meurt le 6 mars 1850 dans sa ville natale, entouré par la communauté franciscaine de Fribourg. Sur proposition du député Alexandre Daguet, le Grand Conseil fribourgeois décrète le même jour que le Père Girard a bien mérité de la patrie. Il décide quelque temps plus tard d’ériger une statue en son honneur. Cette dernière, sculptée par Joseph Volmar et installée sur la place des Ormeaux, à Fribourg, est inaugurée en 1860.
Ses archives sont conservées à la Bibliothèque cantonale et universitaire de Fribourg. 

## Publications

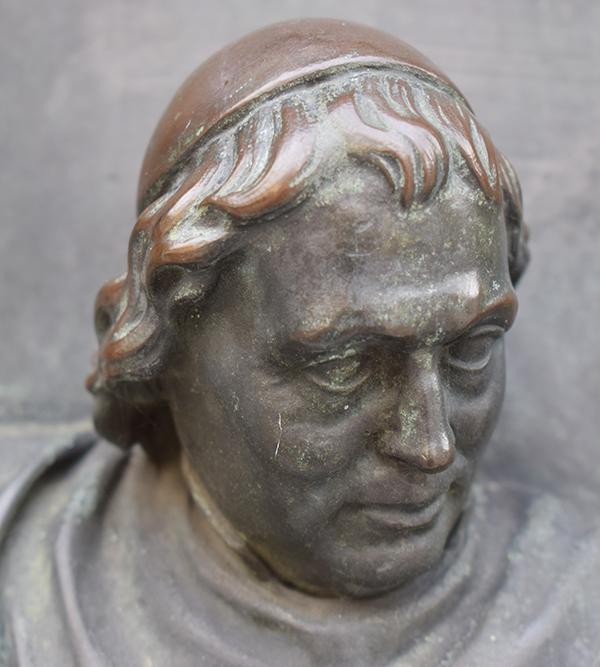
Le père Grégoire Girard (détail du monument de Fribourg, par Joseph Volmar).

- Grammaire des campagnes, à l'usage des écoles rurales du canton de Fribourg, François-Louis Piller, 1821 (lire en ligne)
- Explication du « Plan de Fribourg en Suisse », Lucerne, 1827.
- Parallèle entre la philosophie et la physique, Fribourg, 1840.
- De l'enseignement régulier de la langue maternelle dans les écoles et les familles, Dezobry, E. Magdeleine et Cie, 1846 (lire en ligne)
- Cours éducatif de langue maternelle à l'usage des écoles et des familles, Dezobry, E. Magdeleine et Cie, 1847 (lire en ligne)
- Cours éducatif de langue maternelle, Dezobry, E. Magdeleine et Cie, 1850 (lire en ligne)
- Projets d'éducation publique, Fribourg, Société fribourgeoise d'éducation, 1950